# When I Close My Eyes
«When I Close My Eyes» (с англ. — «Когда я закрываю глаза») — песня американского кантри-певца и автора-исполнителя Кенни Чесни, вышедшая 16 декабря 1996 года в качестве третьего сингла и заглавного трека из его третьего студийного альбома Me and You (1996) на лейбле BNA Records. Песня заняла второе место в Топ-10 кантри-чарта Hot Country Songs и 4-е в Канаде. Песню написали Нетти Мьюсик и Марк Алан Спрингер. Чесни записал акустическую версию песни на своем альбоме 1997 года I Will Stand.

## История
Песня в стиле кантри написана Нетти Мьюсиком и Марком Аланом Спрингером. Первоначально «When I Close My Eyes» была записана Китом Палмером на его дебютном альбоме 1991 года с собственным названием, а затем вокалистом кантри-группы Restless Heart Ларри Стюартом на его дебютном альбоме 1993 года Down the Road. Позже Кенни Чесни записал ее на своем альбоме 1996 года Me and You. Выпущенная в декабре 1996 года в качестве третьего и финального сингла альбома, она заняла 2-е место в чарте Hot Country Singles & Tracks (теперь Hot Country Songs), став пятым хитом в Топ-40 для Чесни. Американская блюграсс-певица Ронда Винсент позже сделала кавер на эту песню на своем альбоме Back Home Again в 2000 году.

## Отзывы
Стивен Томас Эрлевайн из Allmusic описал исполнение песни Кенни Чесни как «отличный софт-рок кроссовер, мелодичный и легкий, но не принужденный и не пронизанный сентиментальностью». Дебора Эванс Прайс из журнала Billboard положительно отозвалась о песне, назвав ее «еще одной красивой балладой». Прайс также охарактеризовала композицию как «простую, сдержанную, в которой основное внимание уделяется лирике о любви и выразительному вокалу Чесни».

## Чарты

### Еженедельные чарты
| Чарт (1996—1997)                  | Высшая позиция |
| --------------------------------- | -------------- |
| Канада (RPM Country Tracks)       | 4              |
| США (Billboard Hot Country Songs) | 2              |

### Годовые итоговые чарты
| Чарт (1997)                  | Позиция |
| ---------------------------- | ------- |
| Canada Country Tracks (RPM)  | 55      |
| US Country Songs (Billboard) | 40      |